# Ян Кромкамп
Ян Кромкамп (нід. Jan Kromkamp, нар. 17 серпня 1980) — нідерландський футболіст, що грав на позиції захисника.
Виступав, зокрема, за ПСВ та «Ліверпуль», а також національну збірну Нідерландів.

## Клубна кар'єра

### Початок кар'єри
Народився 17 серпня 1980 року. Вихованець футбольної школи клубу «Апелдорн».
Ян Кромкамп розпочав свою професійну кар'єру в нідерландському клубі «Гоу Ехед Іглз», дебютний матч за який він провів 18 вересня 1998 року проти клубу «ТОП Осс». Всього там провів два сезони, взявши участь у 61 матчі чемпіонату, виступаючи на позиції півзахисника.
У сезоні 2000/01 Ян перейшов зі своєї команди, яка виступала у Другому дивізіоні в клуб рангом вище — АЗ. У новій команді Кромкамп він перекваліфікувався в захисника і став основним правим захисником цього клубу. У сезоні 2004/05 його команда дійшла до півфіналу розіграшу Кубка УЄФА і зайняла третє місце в чемпіонаті країни.

### «Вільярреал»
Гра Яна Кромкампа привернула до себе увагу скаутів «Арсеналу», «Порту», "Валенсії" і «Вільярреала». Спритнішим за всіх виявилися представники «жовтої субмарини», і Ян переїхав до Іспанії, підписавши п'ятирічний контракт з клубом. Але переїзд і адаптація в Іспанії виявилися для Кромкампа складною, і після 11 ігор за п'ять місяців, 29 грудня 2005 року стало відомо, що іспанська команда має намір обміняти Кромкампа на захисника «Ліверпуля» Хосемі.

### «Ліверпуль»
Дебют Кромпампа в «Ліверпулі» відбувся 7 січня 2006 року в матчі третього раунду Кубку Англії, в якому «червоні» здобули перемогу з рахунком 5:3. Хоча Яну не вдалося витіснити зі складу гравця збірної Ірландії Стіва Фіннана (Кромкамп в основному виходив на заміну ірландцю), проте він зіграв важливу роль у перемозі «Ліверпуля» в Кубку Англії. Фінальний матч проти «Вест Гем Юнайтед» Кромпамп почав на лавці запасних, але пізніше вийшов на поле і допоміг «червоним» звести основний час матчу внічию 3:3 і перевести гру в овертайм, який також не виявив переможця, а в серії пенальті сильнішими виявилися «Ліверпуль». Наступну кампанію Ян почав у складі мерсісайдців, однак в останній день трансферного вікна був проданий в ПСВ, який шукав заміну Андре Оєру, що був проданий в «Блекберн Роверз».

### ПСВ
Майже відразу після переходу в ПСВ Кромкамп заявив, що не шкодує про своє перебування в «Ліверпулі», нехай воно і тривало всього півроку. Однак перед матчем ПСВ і «Ліверпуля» в рамках розіграшу Ліги чемпіонів тієї ж осені нідерландський захисник піддав жорсткій критиці гру свого колишнього клубу, згадавши, зокрема, «проблеми в центрі оборони», «розрив між захистом і півзахистом» і одноманітність використовуваної тактики. Незважаючи на зазначені проблеми" і «слабкості», мерсісайдська команда виявилася сильнішою — на груповому етапі команди зіграли внічию 0:0 у Ейндговені, а на Енфілді господарі виграли 2:0. В 1/4 фіналу ці команди зустрілися знову. На цей раз «Ліверпуль» в Нідерландах виграв з рахунком 3:0, а в гостях нова команда Кромкампа поступилася резервному складу «червоних» з рахунком 0:1.

### «Гоу Ехед Іглс»
В лютому 2011 року Ян повернувся в свій перший клуб — «Гоу Ехед Іглс», підписавши трирічний контракт. Влітку 2013 року, у віці 33 років, Кромкамп оголосив про завершення професійної кар'єри.

## Виступи за збірну
18 серпня 2004 року дебютував в офіційних іграх у складі національної збірної Нідерландів в матчі проти збірної Швеції. 
Перехід в «Ліверпуль» взимку 2006 року ледь не поставив хрест на його бажанні гравця взяти участь у чемпіонаті світу 2006 року у Німеччині, оскільки тренер збірної Марко Ван Бастен побоювався того, що в Англії Кромкамп не буде отримувати достатньо ігрової практики. У кінцевому підсумку в заявку Нідерландів на турнір Кромкамп все ж був включений, але так і не зіграв на Чемпіонаті світу, ні в одній грі.
Протягом кар'єри у національній команді, яка тривала 5 років, провів у формі головної команди країни 11 матчів.

## Напад
26 травня 2007 року Ян Кромкамп став жертвою нападу невідомих злочинців. Зловмисники атакували гравця ПСВ на автостоянці після товариського матчу з клубом «Ахт» (1:7) і зламали футболістові ніс. Кромкамп провів ніч у лікарні, але серйозної загрози його здоров'ю не було. З цього приводу було сказано: «Немає ні найменшої ідеї, який був мотив нападників, і як можна пояснити подібну агресію. Інцидент стався після пересічного матчу, в якому Ян навіть не брав участі».

## Досягнення
- Володар Кубка Англії (1):

«Ліверпуль»: 2005-06
- Чемпіон Нідерландів (2):

ПСВ: 2006-07, 2007-08